# Grottmannen Dug
Grottmannen Dug (engelska: Early Man) är en brittisk animerad komedifilm som hade världspremiär den 18 oktober 2018 på Sundance Film Festival och sverigepremiär den 4 oktober 2018.

## Handling
En grupp grottmänniskor blir fördrivna från sin grönskande dal av ett vikingaliknande bronsåldersfolk med avancerad teknologi (och fransk brytning), som vill åt marken för att där anlägga gruvor för att utvinna mer brons.
Bronsåldersfolket har ett "heligt spel", som visar sig vara fotboll, och de båda folken kommer överens om att spela en fotbollsmatch om saken. Om grottfolket vinner, får de sin dal tillbaka, men om bronsåldersfolket vinner får grottfolket slava i gruvorna resten av sina liv.